# Зелёные просторы
«Зелёные просторы» (англ. Green Acres) — американский комедийный телевизионный сериал, созданный сценаристом Джеем Соммерсом. Главные роли исполнили Эдди Альберт и Эва Габор. Впервые транслировался на телеканале CBS с сентября 1965 по апрель 1971 года. Получив солидные рейтинги за свой шестилетний период, сериал был закрыт в рамках «сельской чистки». Ситком был в синдикации и доступен на DVD и VHS. В 1997 году двухсерийный эпизод «Звезда по имени Арнольд родился» занял 59-е место в рейтинге «100 величайших эпизодов за все время» TV Guide.

## Идея и предшественники
Предшественником сериала было комедийное радио-шоу «Зелёные просторы Грэнби» (Granby's Green Acres), которое транслировалось на CBS в 50-х годах. Его первые восемь эпизодов из так называемой «летней серии» были созданы  Джеем Соммерсом, который выступал в качестве сценариста, продюсера и режиссера. 
В основе сюжета «Грэнби» лежит похожая история о том, как банкир из большого города, который ничего не знает о сельском хозяйстве, осуществляет мечту всей своей жизни и переезжает с семьей на заброшенную ферму. Там Грэнби нанимают старшего помощника по имени Эб, который часто комментирует «некомпетентное» руководство. Соседний магазин кормов управляется рассеянным мистером Кимбеллом. 

## Телевизионная адаптация
В начале 60-х годов на американском телевидении большое распространение получили комедийные сериалы на деревенскую тематику. «The Beverly Hillbillies» и «Petticoat Junction» Пола Хеннинга были особенно популярны. В связи с этим CBS предложила ему создать ещё один сериал, не требуя пилотного эпизода. Хеннинг пригласил к сотрудничеству Джея Соммерса (Соммерс написал и спродюсировал около одной трети всех эпизодов).   На стадии подготовки к съемкам среди названий были предложены «Деревенские кузены» и «Шоу Эдди Альберта», но выбор пал на «Зелёные просторы». Действие шоу происходит в той же телевизионной вселенной, что и «Петтикот-Джанкшн» Хеннинга. 

## Основные моменты, главные герои
«Зелёные просторы» — история об успешном адвокате из Нью-Йорка Оливере Венделле Дугласе (Эдди Альберт) , который, следуя своей давней мечте — стать фермером, покупает участок земли на среднем западе, чтобы там жить и работать. Его жена Лиза (Эва Габор), светская львица, обожает Нью-Йорк и слышать не хочет о переезде. С большим трудом Оливеру удаётся её уговорить пожить там хотя бы полгода. Дебютный эпизод — это псевдодокументальный фильм об их переезде. 
Большинство смешных моментов возникает, когда Оливер, в своём желании  добиться успеха, справедливости, часто переусердствует и доводит ситуацию до абсурда, несмотря на предупреждения местных жителей, его заботливой жены и его богатой матери (Элеонор Одли), которая регулярно высмеивает его за его несбыточные мечты о сельском хозяйстве. Он работает по хозяйству в костюме-тройке, а иногда начинает мечтательные монологи об «американском фермере», сопровождаемые патриотической «Янки Дудль» (который могут слышать все, кроме Оливера). 
Немало поводов для шуток даёт наивный образ Лизы и её венгерский акцент. Вместо того чтобы мыть посуду, она иногда просто выбрасывает ее в окно. А в эпизоде «Альф и Ральф поссорились» Лиза признает, что у нее нет кулинарных способностей, и говорит, что ее единственный талант — это способность  имитировать Жа Жу Габор (сестру актрисы, с которой их часто путали в реальной жизни).

Хотя сам Оливер инициировал переезд из Манхэттена в Хутервилль, вопреки возражениям Лизы, он, как правило, не понимает и нетерпимо относится к причудам местных жителей. Лиза же, от природы легкомысленная, более естественно вписывается в «нелогичность» своих соседей, быстро ассимилируясь в этой причудливой, нестандартной обстановке.	

## Местные жители
Мистер Хейни

Этот человек готов продать тебе что угодно и когда угодно. Именно он продал Дугласам ферму, тогда она ещё называлась «Старая ферма Хейни». Он неизменно появлялся на своём грузовике именно тогда, когда Оливеру что-нибудь было нужно. Пэт Баттрам позже рассказывал, что примером для создания образа его персонажа послужил менеджер Элвиса Пресли, полковник Том Паркер.
Эб Доусон

Дружелюбный, несколько наивный, саркастичный молодой помощник Дугласов. Он обычно обращается к Дугласам как «папа» и «мама», к большому раздражению Оливера.
Фред и Дорис Зиффели

Фред Зиффель (Хэнк Паттерсон) и его жена Дорис (Барбара Пеппер 1965–1968, Фрэн Райан 1969–1971) пожилые соседи Дугласов. У них есть свинья по имени Арнольд, к которой они относятся как к своему сыну. 
Арнольд Зиффель
  
Кабанчик, живёт в доме у Зиффелей. Он не обычная свинья: когда он хрюкает, все его понимают, как если бы он говорил по-английски, — все, кроме Оливера. Он любит смотреть телевизор, обожает вестерны, ходит в местную школу и умеет ставить свою роспись на бумаге. Арнольд регулярно появляется в доме у Дугласов на протяжении всего сериала.
Братья Монро
 
Альф (Сид Мелтон) и его «брат» Ральф (Мэри Грэйс Кэнфилд) два сварливых плотника. После знакомства Альф признается, что Ральф на самом деле его сестра, и объясняет это тем, что они не получили бы работу, если бы люди узнали, что она женщина. Монро редко заканчивают проекты, а те, которые они завершают, - это катастрофы, такие как раздвижная дверь шкафа в спальне Дугласов, которая постоянно падает. В одном из эпизодов после случайного распиливания телефонного повода, они соединяют его, перепутав концы, заставляя Дракера слушать через мундштук и говорить в трубку. Мелтон ушел в четвертом сезоне, и сценаристами была разработана новая сюжетная линия, в которой Ральф пытается завоевать расположение «Хэнки» Кимбелла.
Сэм Дракер
 
Владелец местного магазина Сэм Дракер постоянный участник обоих шоу и «Петтикот-Джанкшн» и «Зелёных просторов». Первый такт заглавной песни «Петтикот-Джанкшн» обычно звучит во время показа его магазина. Он также является местным почтальоном и печатником, нотариусом, мировым судьёй, служит волонтёром в Хутервилльском Добровольном Пожарном Отряде. Иногда такая занятость делает его рассеянным, и очередной выпуск «Hooterville World Guardian» может выйти с заголовком десятилетней давности.
Хэнк Кимбелл
 
Этот персонаж представляет собой лёгкую пародию на бюрократов и государственных служащих. Он вовлекает людей в бессмысленные разговоры, теряет ход мыслей, а затем уходит со сцены. Мур впоследствии рассказывал, что речи Кимбелла были настолько запутанными и бессвязными, что во время съемок приходилось использовать подсказки
Юнис Дуглас

Элеанор Одли сыграла маму Оливера. Она, как кажется, любит свою невестку больше
собственного сына и ошеломлена перспективой переезда Оливера и Лизы в Хутервилль. Часто она пытается убедить Лизу вернуться с ней в Нью-Йорк (или, как она выражается: «Вернись обратно в Америку!») и сбежать от скучной жизни в глуши. Юнис — постоянный персонаж первых четырех сезонов сериала.

## Актёрский состав
- Оливер Венделл Дуглас:   Эдди Альберт (170 episodes)
- Лиза Дуглас: Эва Габор (170 episodes)
- Эб Доусон: Том Лестер (148 episodes)
- Сэм Дракер: Фрэнк Кейди (142 episodes)
- Юстас Хейни: Пэт Баттрэм (84 episodes)
- Хэнк Кимбелл: Элви Мур (79 episodes)
- Фред Зиффель: Хэнк Паттерсон (50 episodes)
- Дорис Зиффель: Барбара Пеппер (1965–1968) (30 episodes), Фрэн Райан (1969–71)
- Арнольд Зиффель:   первый поросёнок приехал с фермы в Юнион Стар, Миссури
- Ральф Монро: Мэри Грейс Кэнфилд (41 episodes)
- Альф Монро: Сид Мелтон (1965–1969) (26 episodes)
- Ньют Кайли: Кей И. Кьютер (1965–1970) (24 episodes)
- Юнис Дуглас: Элеонор Одли (1965–1969) (15 episodes)
- Рой Тренделл: Роберт Фолк (1966–1968) (15 episodes)
- Бен Миллер: Том Фадден (1965)
- Хорас Колби: Холл Смит

Персонажи из «Петтикот-Джанкшн»
- Джо Карсон: Эдгар Бьюкенен (1965–1969) (17 episodes)
- Флойд Смут: Руф Дэвис (1965–1967) (10 episodes)
- Чарли Пратт: Смайли Бернетт (1965–1967) (7 episodes)
- Кейт Брэдли: Би Бенадерет (1965–1966) (6 episodes)

## Приглашенные звезды
В течение шести сезонов в сериале появлялись многие известные, и не очень, исполнители, среди них: Джон Дейли, Элейн Джойс, Гэри Дубин, Герберт Андерсон, Джун Форей, Боб Каммингс, Сэм Эдвардс, Джерри Ван Дайк, Дж. Пэт О'Мэлли, Джонни Уитакер, Джесси Уайт, Эл Льюис, Гордон Джамп, Берни Копелл, Лен Лессер, Боб Гастингс, Дон Кифер, Дон Портер, Алан Хейл, Мелоди Паттерсон, Расти Хеймер, Регис Туми, Хизер Норт, Аллан Мелвин, Парли Баэр, Джек Бэннон, Реджинальд Гардинер, Рик Ленц, Эл Молинаро, Пэт Морита, Боб Хастингс и Рич Литтл в эпизодической роли самого себя.

## Даты показа
| Сезон | Серии | Серии | Даты показа       | Даты показа     |
| Сезон | Серии | Серии | Первая серия      | Последняя серия |
| ----- | ----- | ----- | ----------------- | --------------- |
| 1     | 32    | 32    | сентябрь 15, 1965 | июнь 1, 1966    |
| 2     | 30    | 30    | сентябрь 14, 1966 | апрель 26, 1967 |
| 3     | 30    | 30    | сентябрь 6, 1967  | апрель 10, 1968 |
| 4     | 26    | 26    | сентябрь 25, 1968 | апрель 2, 1969  |
| 5     | 26    | 26    | сентябрь 27, 1969 | апрель 11, 1970 |
| 6     | 26    | 26    | сентябрь 15, 1970 | апрель 27, 1971 |

## «Сельская чистка»
Несмотря на неплохие рейтинги, весной 1971 года телеканал решил закрыть сериал. 
CBS в то время испытывал нарастающее давление со стороны спонсоров. Они требовали, чтобы в расписании было больше программ на городскую тематику. Чтобы освободить место для новых шоу, почти все программы на сельскую тематику были отменены. Позже об этом говорили, как о «сельской чистке», о которой Пэт Баттрам сказал: «CBS отменило всё, где есть дерево, включая Лесси».
В результате внезапной отмены финала сериала не было. Последние два эпизода «Просторов» были пилотными для двух других сериалов. В предпоследней серии шестого сезона («Медовый месяц на Гавайях») Оливер и Лиза отправляются в путешествие на Гавайи. Большая часть эпизода посвящена владельцу отеля Бобу Картеру и его дочери Пэм, и предлагаемое название для нового шоу было просто Пэм. Следующий сериал должен был называться «Блондинка» или «Быть Кэрол», и в заключительном эпизоде шестого сезона (и, в конечном итоге, всего сериала) появилась бывшая секретарша Оливера, Кэрол Раш.

## Возвращение в зеленые просторы
Некоторые члены актерского состава воссоединились для съемок телефильма под названием «Возвращение в зеленые просторы». Он был показан на канале CBS в 1990 году. Эдди Альберт и Эва Габор воссоздали своих персонажей из «Зеленых просторов» для специального выпуска CBS 1993 года «Легенда о жителях Беверли-Хиллз».
В телевизионном фильме «Возвращение в зеленые просторы» Оливер и Лиза вернулись в Нью-Йорк, но там они несчастны. Хутервилльцы умоляют пару вернуться и спасти городок. Ему грозит разрушение, согласно плану, разработанному мистером Хейни и богатым местным застройщиком. Братья Монро всё ещё не закончили спальню Дугласов. А двадцатилетний Арнольд пережил своих «родителей» и впоследствии сошёлся со своей «кузиной», миловидной племянницей Зиффелей. Ну и наконец, последний продукт Хейни — русское чудо-удобрение под названием «Горби Гроу».
В 2007 году, 36 лет спустя, Ричард Бэр планировал возродить сериал и до своей смерти в марте 2015 года работал над киноверсией.   Бродвейская версия также находилась в разработке.

## Интересные факты
«Зелёные просторы» — первое телешоу, в котором вступительную песню исполняют главные герои.
Благодаря успеху «The Beverly Hillbillies» и «Petticoat Junction» Полу Хеннингу не пришлось делать пилотную серию.
Поросёнок Арнольд — единственный из съёмочной группы, кто был награждён за участие в нём призом. Ему достался «Patsy» Award 1968 года как лучшему актёру-животному.
Тёлочку в конце 12-й серии Лиза предлагает назвать в честь матери Оливера — Юнис. Мать новорождённой, корову, зовут Эленор, как и актрису Эленор Одли, которая играет Юнис Дуглас.
Оливер водит седан «Lincoln Continental» с откидным верхом, что резко контрастирует с видом старинных местных автомобилей. В более поздних сезонах «Lincoln» заменяется кабриолетом «Mercury Marquis».
Многие актёры, занятые в «Просторах», играют в «The Beverly Hillbillies» и «Petticoat Junction», причём тех же самых персонажей. Например, Би Бенадерет (Bea Benaderet) также играет Кейт Брэдли, племянницу грубияна мистера Карсона (Бенадерет играла и в «Granby’s Green Acres»). Она пытается помочь Лизе адаптироваться к сельской жизни. Именно она дала ей рецепт тех самых оладьев, которыми Лиза портила завтраки Оливеру. Ещё один персонаж — мистер Карсон. Его иногда можно заметить за игрой в шашки с завсегдатаями «Петтикот-Джанкшн» Ньютом Кайли и проводником поезда Флойдом Смутом, иногда за бездельничаньем или клянченьем фруктов в магазине Дракера. Бетти Джо Брэдли вместе с сестрой Бобби Джо тоже появлялись в шоу. Несколько раз в роли железнодорожника Чарли Пратта появлялся Смайли Бернетт. 
В одной из серий второго сезона театр Хутервилля ставит пьесу «Беверли-Хиллбиллис». Оливер играл Джетро, а Лиза выступала в роли бабушки Клэмпетт. А начиная с 1968 года, выходили эпизоды «Беверли-Хиллбиллис», в которых Клэмпетты в Хутервилле навещали дальних родственников семьи Брэдли. Это привело к тому, что мир всех трех шоу объединился.

## DVD
MGM Home Entertainment выпустил первые три сезона "Green Acres". Все шесть сезонов сериала доступны на Amazon.

## Внешние ссылки
- Green Acres (англ.) на сайте Internet Movie Database
- Green Acres on TVLand.com
- Green Acres on ION Television
- Green Acres episodes on Hulu
- Granbys Green Acres episodes on Outlaws Old Time Radio Corner
- Green Acres fan site